# Jiami Jongejan
Jiami Jongejan (Delft, 6 september 1999) is een Nederlandse blogger, vlogger en programmeur. 

## Carrière
Jongejan houdt zich op haar blog jiami.nl en andere kanalen vooral bezig met mode, beauty en lifestyle. Hiermee trekt ze vooral een jong vrouwelijk publiek. Ze runt het YouTube-kanaal Jiami met meer dan 160.000 abonnees. Ook heeft ze zo'n 200.000 volgers op Instagram.

## Prijzen
In 2012 begon Jongejan het blog Lifesplash, waar ze in 2013 de gouden @penstaart voor de beste website gemaakt door kinderen voor ontving. In 2014 kwam hier de Europese prijs 'Best Content for Kids Award' bij, waar ze de eerste prijs in de categorie Young Individuals and teams ontving uit de handen van Eurocommissaris Neelie Kroes. In 2014 werd Jongejan op 15-jarige leeftijd ook door de lezers van 7Days uitgeroepen tot 'Jongere van het jaar 2014'. In 2015 was ze een van de 50 Nederlandse vloggers die werden opgenomen op het SBS-initiatief S1.tv.